# Lindsey Hunter
Lindsey Benson Hunter Jr. (n. 3 decembrie 1970, Utica⁠(d), Mississippi, SUA) este un fost jucător profesionist de baschet și antrenor american. A jucat în National Basketball Association (NBA) din 1993 până în 2010, petrecându-și cea mai mare parte a carierei cu Detroit Pistons. A fost, de asemenea, antrenorul principal interimar al lui Phoenix Suns în 2013. Cel mai recent, a fost antrenor principal la Mississippi Valley State⁠(d). Acesta este un prieten bun al lui Shaquille O'Neal.